# Pluto (manga)
Pour les articles homonymes, voir Pluto.
Pluto (プルートウ, Purūtou, Pluton en japonais) est un manga de Naoki Urasawa, sous la direction de Makoto Tezuka assisté de Takashi Nagasaki. Il a été prépublié de 2003 à 2009 dans la revue Big Comic Original de Shōgakukan et a été compilé en un total de huit volumes. Une édition deluxe de huit tomes est également sortie au Japon et comporte des nouvelles couvertures et différents bonus. La version française est publiée aux éditions Kana dans son intégralité dans la collection Big Kana.
Cette série est une adaptation dans un style policier/thriller de l'arc narratif Le robot le plus fort du monde (地上最大のロボット, Chijō saidai no robotto) du manga Astro, le petit robot d'Osamu Tezuka. Urasawa traite cette histoire sous l'angle de Gesicht, un détective robot qui enquête sur les meurtres liés de plusieurs robots et humains.
Une adaptation en anime par le studio Genco, avec la collaboration de Tezuka Productions et M2, est diffusée le 26 octobre 2023 sur la plateforme Netflix.

## Synopsis
Dans le monde futuriste de Tezuka, la société voit les êtres humains partager leur vie quotidienne avec des robots qui leur ressemblent étrangement. Ces robots vivent, pensent, agissent, vont à l'école, font des enquêtes, sont secrétaires, chauffeurs de taxi... Un code de lois régit la vie des robots comme le fait qu'il leur est interdit de tuer le moindre être humain.
Gesicht est un inspecteur d'Europol fatigué et déprimé qui se voit confier une nouvelle enquête : découvrir qui, et pourquoi, assassine l'un après l'autre les robots les plus puissants de la planète... Chaque corps (robotique ou humain) se retrouve avec des cornes plantés dans le crâne par le meurtrier.
Les victimes ont pour point commun d'avoir été des vétérans de la 39e guerre d'Asie centrale mais tous ont maintenant une nouvelle vie plus calme et rangée, comme Mont Blanc, la première victime, qui était devenu garde forestier.
En dépit du fait qu'il n'est pas le héros, Astro, le personnage principal de l'ancienne version de l'histoire, est présent comme personnage récurrent dans cette adaptation.

## Personnages
Gesicht (ゲジヒト, Gejihito)
Voix japonaise : Shinshū Fuji (ja), voix française : Jean-Pierre Michaël
Gesicht est un inspecteur de police robot travaillant pour Europol. Lui et sa femme Helena ont une apparence humaine. Il fait partie des sept robots les plus forts du monde.
Astro (アトム, Atomu)
Voix japonaise : Yōko Hikasa, voix française : Ophélie Bernard
Un robot japonais à l'apparence d'un petit garçon qui était autrefois ambassadeur de la paix vers la fin de la 39e guerre d'Asie centrale. Son intelligence artificielle et ses capteurs sont plus avancés que les sept autres grands robots du monde.
Uran (ウラン)
Voix japonaise : Minori Suzuki, voix française : Thelma Du Pac
La sœur cadette du d'Astro qui peut ressentir les émotions humaines, animales et robotiques.
Mont Blanc (モンブラン, Mon Buran)
Voix japonaise : Hiroki Yasumoto
Un robot guide de montagne suisse tué au début de l'histoire faisant partie des sept plus puissants robots du monde. Il a combattu lors de la 39e guerre d'Asie centrale. Aimé des humains, beaucoup l’ont pleuré.
North 2 (ノース2号, Nōsu nigō)
Voix japonaise : Kōichi Yamadera, voix française : Arnaud Arbessier
Un robot écossais parmi les sept plus puissants du monde doté de six bras mécaniques, autrefois l'un des robots de combat les plus puissants de la 39e guerre d'Asie centrale. Il préfère ne plus se battre, choisissant plutôt de travailler comme majordome de Paul Duncan, un compositeur aveugle de renom et décide lui même de se mettre à la musique.
Brando (ブランド, Burando)
Voix japonaise : Hidenobu Kiuchi, voix française : Boris Rehlinger
Un robot lutteur turc pratiquant le pancrace avec une grande dévotion envers sa femme robot et ses cinq enfants humains. Il a combattu aux côtés de Mont Blanc et d'Hercule lors de la 39e guerre d'Asie centrale.
Hercule (ヘラクレス, Herakuresu)
Voix japonaise : Rikiya Koyama, voix française : Serge Biavan
Un robot lutteur grec pratiquant le pancrace doté d'un grand sens de l'honneur et de bravoure. Lui et Brando sont rivaux et amis depuis la 39e guerre d’Asie centrale.
Epsilon (エプシロン, Epushiron)
Voix japonaise : Mamoru Miyano, voix française : Jean-Stan Du Pac
Un robot australien doux et sensible alimenté par des photons avec une vision pacifiste. Il dirige un orphelinat pour s'occuper des orphelins de guerre. Epsilon a choisi de ne pas combattre pendant la 39e guerre d'Asie centrale.
Pluto (プルートウ, Purūtou/Purūtō)
Voix japonaise : Toshihiko Seki, voix française : Anatole de Bodinat
Robot antagoniste incarné par Sahad, ancien robot du Royaume de Perse, celui-ci est forcé de prendre le contrôle de Pluto et de tuer les sept robots les plus puissants du monde.
Brau 1589 (ブラウ1589)
Voix japonaise : Hideyuki Tanaka, voix française : Antoine Nouel
Robot délabré connu comme étant le premier robot à tuer un humain. Celui-ci est étudié par les scientifiques qui ne trouvent aucune anomalie dans son intelligence artificielle.
Professeur Ochanomizu (お茶の水博士, Ochanomizu-hakase)
Voix japonaise : Toshio Furukawa, voix française : Marc Pérez
Scientifique reconnu et ministre de la science succédant au professeur Tenma, il considère Astro comme son fils.
Professeur Tenma (天馬博士, Tenma-hakase)
Voix japonaise : Eizō Tsuda (es), voix française : Guy Chapellier
Créateur d'Astro à la suite de la mort de son fils, il est un des scientifiques des plus brillants de son époque. Il ne reconnaît pas son fils dans sa création qu'est Astro, qu'il rejette.
Helena (ヘレナ)
Voix japonaise : Romi Park, voix française : Nathalie Karsenti
Femme de Gesicht.
Paul Duncan (ポール・ダンカン)
Voix japonaise : Michio Hazama (en), voix française : Frédéric Cerdal
Professeur Hoffman (ホフマン博士, Hofuman-hakase)
Voix japonaise : Hiroshi Yanaka, voix française : Benjamin Pascal

## Analyse de l’œuvre

### Genèse de la série
Naoki Urasawa n'a que quatre ans quand il découvre en juin 1964 Tetsuwan Atomu : le robot le plus puissant du monde et Le Soleil artificiel qui le passionnent tellement qu'il se met à dessiner, recopiant les personnages sur ses cahiers et les signant sous le nom du créateur Osamu Tezuka.
Une quarantaine d'années plus tard, il reprend alors cette œuvre grâce au fils du créateur Makoto Tezuka (手塚 眞, Tezuka Makoto), qui lui confie en 2003 l'histoire du Robot le plus fort du monde à l'occasion de l'anniversaire fictif d'Astro (né le 7 avril 2003 dans le récit). Pluto est alors pré-publié dans la revue japonaise Big Comic Original par l'éditeur Shōgakukan à partir du 9 septembre 2003, et s'achève le 5 avril 2009.
Après les deux séries best-sellers 20th Century Boys et Monster, Pluto tarde à sortir en France, les fans s'impatientent et finissent par acheter les versions anglaises de Pluto. L'éditeur Kana annonce finalement l'acquisition des droits de Pluto en France en octobre 2009, et la publication de ses deux premiers tomes le 5 février 2010. En raison du retard dû à un problème de livraison, Kana la reporte au 19 février 2010.

### Univers
Pluto s'inspire du célèbre cycle des Robots d'Isaac Asimov et de Les androïdes rêvent-ils de moutons électriques ? — renommé en Blade Runner depuis son adaptation au cinéma — de Philip K. Dick.

### Récompenses
La série Pluto reçoit un prix d'Excellence dans la catégorie manga au Japan Media Arts Festival de 2005. La même année, elle obtient le Grand Prix du prix culturel Osamu Tezuka que Naoki Urasawa avait déjà gagné avec son œuvre Monster.
En 2010, Pluto reçoit le Prix Asie de l'ACBD lors de la remise des Japan Expo Awards à la Japan Expo, puis le Prix intergénérations du Festival d'Angoulême 2011. Les lecteurs francophones de Manga-news l'ont élu meilleur seinen de l'année 2010. La version italienne reçoit cette année-là le Prix Micheluzzi de la meilleure série de bande dessinée étrangère.

## Manga

### Fiche technique
- Édition japonaise : Shōgakukan
  - Nombre de volumes sortis : 8 (terminé)
  - Date de première publication : septembre 2004
  - Prépublication : Big Comic Original
- Édition française : Kana
  - Nombre de volumes sortis : 8 (terminé)
  - Date de première publication : février 2010
  - Format : 127 mm x 180 mm
- Autres éditions :
  -  Viz Media
  -  Planeta DeAgostini Comics
  -  Egmont Manga & Anime
  -  Seoul Munhwasa
  -  Panini Comics

### Liste des volumes et chapitres
| no | Japonais          | Japonais          | Français         | Français          |
| no | Date de sortie    | ISBN              | Date de sortie   | ISBN              |
| --- | ----------------- | ----------------- | ---------------- | ----------------- |
| 1 | 30 septembre 2004 | 978-4-09-187431-3 | 19 février 2010  | 978-2-5050-0209-3 |
| Personnage en couverture : GesichtListe des chapitres : - Acte 1 : Mont Blanc - Acte 2 : Gesicht - Acte 3 : Brau 1589 - Acte 4 : North 2 (1re partie) - Acte 5 : North 2 (2e partie) - Acte 6 : North 2 (3e partie) - Acte 7 : Brando |                   |                   |                  |                   |
| 2 | 26 avril 2005     | 978-4-09-187432-0 | 19 février 2010  | 978-2-505-00210-9 |
| Personnage en couverture : AstroListe des chapitres : - Acte 8 : Astro Boy - Acte 9 : Le Professeur Ochanomizu - Acte 10 : Connectez-vous ! - Acte 11 : Le Symbole de la famille - Acte 13 : Différence de mémoire - Acte 14 : Docteur Roosevelt - Acte 15 : Les Débris de l'ennemi |                   |                   |                  |                   |
| 3 | 30 mars 2006      | 978-4-09-180237-8 | 2 avril 2010     | 978-2-505-00872-9 |
| Personnage en couverture : UranListe des chapitres : - Acte 16 : Uran - Acte 17 : Mort aux machines !! - Acte 18 : Zéronium - Acte 19 : Epsilon - Acte 20 : La Haine des robots - Acte 21 : Les Recherches d'Uran - Acte 22 : Pluto - Acte 23 : Âme errante |                   |                   |                  |                   |
| 4 | 26 décembre 2006  | 978-4-09-181006-9 | 2 juillet 2010   | 978-2-505-00912-2 |
| Personnage en couverture : Dr. TenmaListe des chapitres : - Acte 24 : Les Vacances du professeur - Acte 25 : Beau jour pour une tornade - Acte 26 : L'Affrontement - Acte 27 : Un rêve différent - Acte 28 : Appel d'urgence - Acte 29 : L'ombre qui murmure - Acte 30 : Les Trois Professeurs de Kimberley - Acte 31 : Le Robot le plus fort du monde                                              |                   |                   |                  |                   |
| 5 | 30 novembre 2007  | 978-4-09-181556-9 | 1er octobre 2010 | 978-2-505-00966-5 |
| Personnage en couverture : HerculeListe des chapitres : - Acte 32 : Les Cicatrices de la mémoire - Acte 33 : Vainqueur, sage, vivant - Acte 34 : Le Choix de Dieu - Acte 35 : Réponds, Gesicht! - Acte 36 : Les Traces de la haine - Acte 37 : Le Visiteur triste - Acte 38 : Un Chaos de 6 milliards - Acte 39 : Le Roi de la geôle                                                                |                   |                   |                  |                   |
| 6 | 30 juillet 2008   | 978-4-09-182127-0 | 7 janvier 2011   | 978-2-505-01028-9 |
| Personnage en couverture : Pr. OchanomizuListe des chapitres : - Acte 40 : Le Sage de sable - Acte 41 : Sahad - Acte 42 : Le Pays d'origine du roi des enfers - Acte 43 : Rencontre fortuite avec la mort - Acte 44 : Je suis Pluto - Acte 45 : Prix à payer et négociations - Acte 46 : La Fin du rêve - Acte 47 : Des Larmes authentiques                                                         |                   |                   |                  |                   |
| 7 | 20 février 2009   | 978-4-09-182386-1 | 15 avril 2011    | 978-2-505-01081-4 |
| Personnage en couverture : EpsilonListe des chapitres : - Acte 48 : 6 milliards de possibilités - Acte 49 : Surprise-Party - Acte 50 : Manger la terre entière - Acte 51 : Deux Soleils - Acte 52 : Le Choix de Vassily - Acte 53 : Règlement de comptes au château de Vigeland - Acte 54 : Le Réveil de la tristesse - Acte 55 : Le Grand Éveil                                                    |                   |                   |                  |                   |
| 8 | 30 juin 2009      | 978-4-09-182524-7 | 1er juillet 2011 | 978-2-505-01178-1 |
| Personnage en couverture : AstroListe des chapitres : - Acte 56 : La Formule de destruction - Acte 57 : Le Choix du cœur - Acte 58 : Old friend - Acte 59 : Des retrouvailles - Acte 60 : Toute la vérité - Acte 61 : L'Heure de l'anéantissement - Acte 62 : Le testament de Gesicht - Acte 63 : Un vœu aux étoiles - Acte 64 : Le Bruit de la fin - Dernier Acte : Le Robot le plus fort du monde |                   |                   |                  |                   |

Une version Deluxe est également sortie au Japon, contenant différents bonus :
1. 30 septembre 2004  (ISBN 978-4-09-187756-7) avec Le Robot le plus fort du monde (地上最大のロボット, Chijō saidai no robotto?) d'Osamu Tezuka[ja 9].
2. 22 avril 2005  (ISBN 978-4-09-187757-4) avec des autocollants de personnages d’Astro, le petit robot[ja 10].
3. 24 mars 2006  (ISBN 978-4-09-180309-2) avec Manga note 1 (まんがノート, Manga nōto?), version manga de Rashōmon de Ryūnosuke Akutagawa écrite dans sa jeunesse[ja 11].
4. 20 décembre 2006  (ISBN 978-4-09-181028-1) avec Manga note 2, version manga de Bokko-chan (ボッコちゃん?) de Shinichi Hoshi, intitulée Raihōsha (来訪者?, lit. « Client/Visiteur »), écrite dans sa jeunesse[ja 12].
5. 20 novembre 2007  (ISBN 978-4-09-181595-8) avec Return, l'œuvre de jeunesse qui lui a permis d'être recruté par son éditeur Shōgakukan[ja 13].
6. 18 juillet 2008  (ISBN 978-4-09-182185-0) avec Tsuki ni mukatte nageru ! (月に向かって投げろ!?, lit. « Lançons-nous vers la lune ! »), initialement parue dans un numéro spécial d’Aera en octobre 2006 en l'honneur du dixième anniversaire du Prix culturel Osamu Tezuka[ja 14].
7. 20 février 2009  (ISBN 978-4-09-182460-8) avec Pluto settei gashū (Pluto 設定画集?, artbook de dessins préparatoires)[ja 15].
8. 30 juin 2009  (ISBN 978-4-09-182668-8) avec les deux derniers volumes reliés séparément[ja 16].

Un coffret regroupant les huit volumes est sorti en France le 10 novembre 2011.

## Adaptations

### Film
Le 20 octobre 2010, le site Web américain Deadline New-York annonce que Universal Pictures et Illumination Entertainment ont acquis les droits d'adaptation du manga en film auprès de Tezuka Productions,. Le film serait un mélange d'animation 3D et de film live à la manière de Hop, film que le même studio sort en 2011. Depuis, il n'y a plus eu de nouvelles de ce projet.

### Anime
Lors du festival international du film d'animation d'Annecy de juin 2017, le studio d'animation Genco annonce par l'intermédiaire d'une affiche une adaptation du manga en série d'animation,. En mai 2022, après plusieurs années de silence, le fondateur et producteur de Studio M2, Masao Maruyama confirme que la série est toujours en production. En février 2023, la plateforme Netflix annonce qu'elle va présenter la série cette année, tandis que les premiers comédiens de doublage sont annoncés : Shinshū Fuji pour Gesicht, Yōko Hikasa pour Astro et Minori Suzuki pour Uran. Toshio Kawaguchi est le réalisateur de la série avec Urasawa en tant que conseiller artistique, Shigeru Fujita s'occupe du design des personnages et est également directeur superviseur de l'animation et Yūgo Kanno compose la musique. La série est diffusée exclusivement sur Netflix le 26 octobre 2023 et est composée de 8 épisodes. En plus du studio M2, chaque épisode est assisté par un autre studio.

#### Liste des épisodes
| № | Titre                   | Réalisateur                                        | Scénariste        | Storyboard                      | Studio d'animation                          |  |
| - | ----------------------- | -------------------------------------------------- | ----------------- | ------------------------------- | ------------------------------------------- |  |
| 1 | Episode 1               | Hiromichi Matano Masaru Matsuse Fumihiro Yoshimura | Heisuke Yamashita | Masayuki Kojima Hiroyuki Okiura | Tezuka Productions                          |  |
| 1 | [Tome 1]                |                                                    |                   |                                 |                                             |  |
|   |                         |                                                    |                   |                                 |                                             |  |
| 2 | Episode 2               | Takahiro Umehara                                   | Heisuke Yamashita | Takahiro Umehara                | DR Movie (ja)                               |  |
| 2 | [Tome 2]                |                                                    |                   |                                 |                                             |  |
|   |                         |                                                    |                   |                                 |                                             |  |
| 3 | Episode 3               | Yoshie Takagi                                      | Tatsurou Inamoto  | Masaru Matsuse Nanako Shimazaki | BILBA                                       |  |
| 3 | [Tome 2 (fin) + Tome 3] |                                                    |                   |                                 |                                             |  |
|   |                         |                                                    |                   |                                 |                                             |  |
| 4 | Episode 4               | Eom Sang-Yong Nanako Shimazaki                     | Tatsurou Inamoto  | Masayuki Sakoi (ja)             | DR Movie                                    |  |
| 4 | [Tome 4]                |                                                    |                   |                                 |                                             |  |
|   |                         |                                                    |                   |                                 |                                             |  |
| 5 | Episode 5               | Kento Shintani Yasutomo Okamoto                    | Heisuke Yamashita | Kou Matsuo Satoshi Nishimura    | MAPPA                                       |  |
| 5 | [Tome 5]                |                                                    |                   |                                 |                                             |  |
|   |                         |                                                    |                   |                                 |                                             |  |
| 6 | Episode 6               | Yasutomo Okamoto Kounosuke Uda                     | Heisuke Yamashita | Yasutomo Okamoto Takeru Satou   | MAPPA                                       |  |
| 6 | [Tome 6]                |                                                    |                   |                                 |                                             |  |
|   |                         |                                                    |                   |                                 |                                             |  |
| 7 | Episode 7               | Hiroshi Aoyama                                     | Tatsurou Inamoto  | Satoshi Nishimura               | Studio VOLN Colored-Pencil Animation Design |  |
| 7 | [Tome 7]                |                                                    |                   |                                 |                                             |  |
|   |                         |                                                    |                   |                                 |                                             |  |
| 8 | Episode 8               | Fumihiro Yoshimura                                 | Tatsurou Inamoto  | Masayuki Kojima                 | Tezuka Productions                          |  |
| 8 | [Tome 8]                |                                                    |                   |                                 |                                             |  |
|   |                         |                                                    |                   |                                 |                                             |  |